# ويكرشيم ويلشاوسين
ويكرشيم ويلشاوسين (بالفرنسية: Wickersheim-Wilshausen)‏ هي بلدية تقع في إقليم الراين الأسفل من منطقة ألزاس في شمال شرق فرنسا. تبلغ مساحة هذه المدينة 5.45 (كم²)، وترتفع عن سطح البحر 185 م، يبلغ عدد سكانها 445 نسمة حسب إحصاء المعهد الوطني للإحصاء والدراسات الاقتصادية سنة 2009 م. وترأس René Hatt البلدية خلال فترة (2008 - 2014).

## وصلات خارجية
- صفحة البلدية على موقع المعهد الوطني للإحصاء والدراسات الاقتصادية (بالفرنسية)